# Алманбетов, Сатар
Сата́р Алманбе́тов (кирг. Алманбет уулу Сатар; 1917, с. Чаек, Жумгальский район, Нарынская область — конец 1950-х, Фрунзе), более известен под псевдонимом Бет-Алман (кирг. Бет-Алман) — киргизский общественный и политический деятель, публицист, поэт, вице-президент коллаборационистского Национального комитета объединения Туркестана созданного под патронажем властей Третьего рейха. До Великой Отечественной войны работал сотрудником Наркомата юстиции Киргизской ССР.

## Биография

### Довоенная деятельность
Сатар Алманбетов родился в 1917 году в селе Чаек Тянь-Шаньской (Нарынской) области.
Учился на юридическом факультете в Алматинском вузе.
До призыва в Красную армию в 1940 году проживал в общежитии во Фрунзе. Работал сотрудником Наркомата юстиции Киргизии и прекрасно владел немецким языком. Был кандидатом в члены ВКП(б).
Перед отправкой на фронт в 1941 году, сочинил и опубликовал свою поэму «Кулан мерген» под издательством «Кыргызмамбас».

### Военная деятельность
Будучи старшим лейтенантом и начальником особого отдела подразделения Красной армии, 14 июля 1941 года Алманбетов под Минском попал в плен.

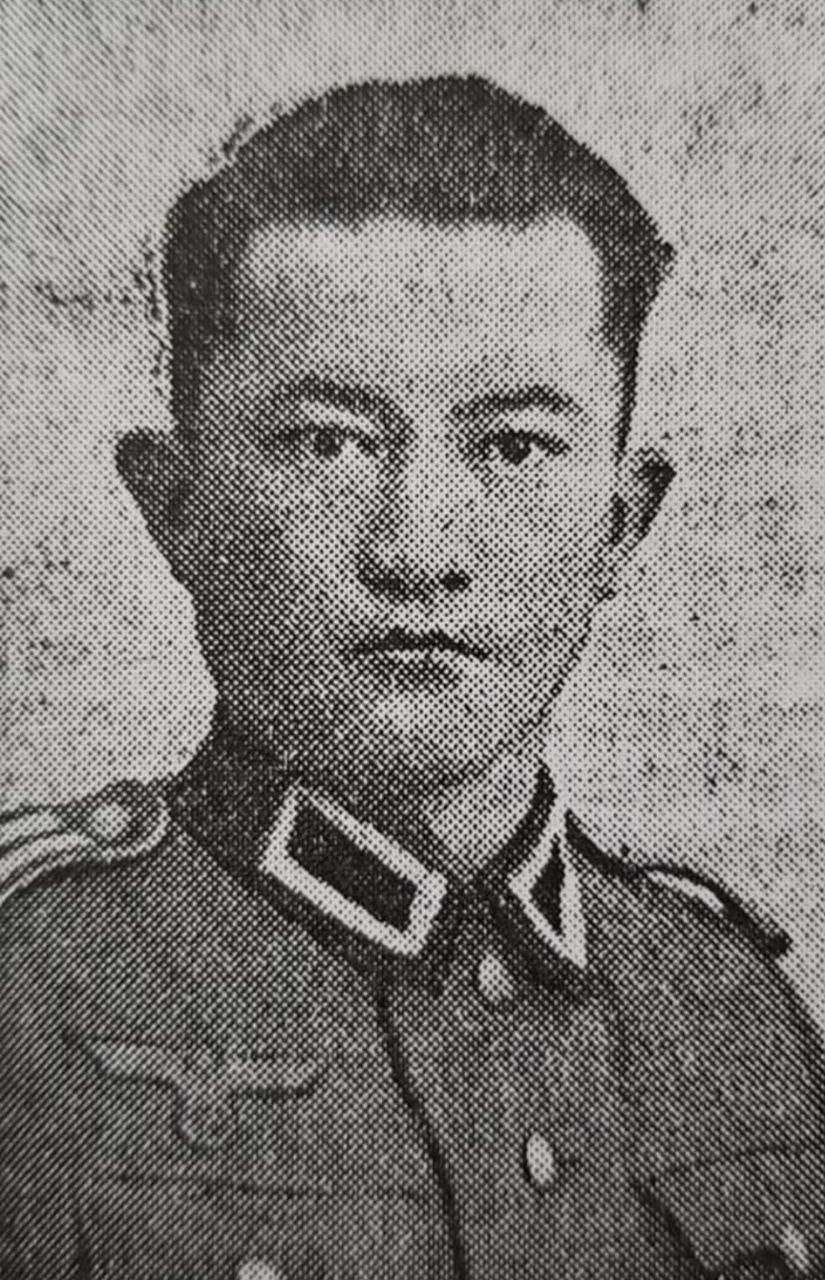
Сатар Алманбетов в форме обер-лейтенанта, 1943 г.

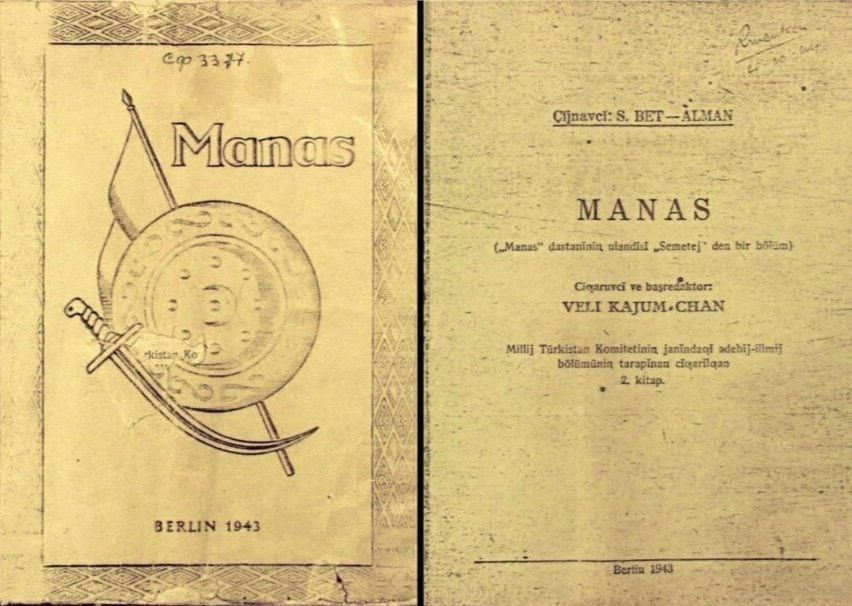
Обложка книги «Манас», 1943 г.

Находясь в немецком плену, он присоединился к Туркестанскому легиону, став одним из лидеров Национального комитета объединения Туркестана. Будучи в чине обер-лейтенанта, заведовал отделом пропаганды и занимал пост вице-президента НКОТ.
Сатар Алманбетов продолжал и свою поэтическую карьеру во время войны. В нескольких номерах журнала «Миллий Туркестан» он описал, как ехал на фронт из Фрунзе и обстоятельства своего пленения. Также писал статьи на разные темы (советская правовая система, киргизская литература, сталинские репрессии и др.) под псевдонимом «Бет-Алман».
В 1943 году, выпустил в Берлине 70-страничную книжку эпоса «Семетей» — одну из трёх частей трилогии «Манас» — и перевёл её на немецкий язык. В этом же году лично встречался с рейхсминистром пропаганды Германии — Йозефом Геббельсом.
8 июня 1944 года в Вене прошел курултай Туркестанского комитета, на который собрались 400 человек. Ведущую роль в его организации и подготовке документов, принятых курултаем, играл вице-президент НКОТ Сатар Алманбетов, по совместительству — опытный юрист. Он же выступил с программной речью и председательствовал на заседании. Курултай избрал правительство Туркестана из 40 человек, преимущественно узбеков. Во главе этого «правительства» встал Вели Каюм-хан.

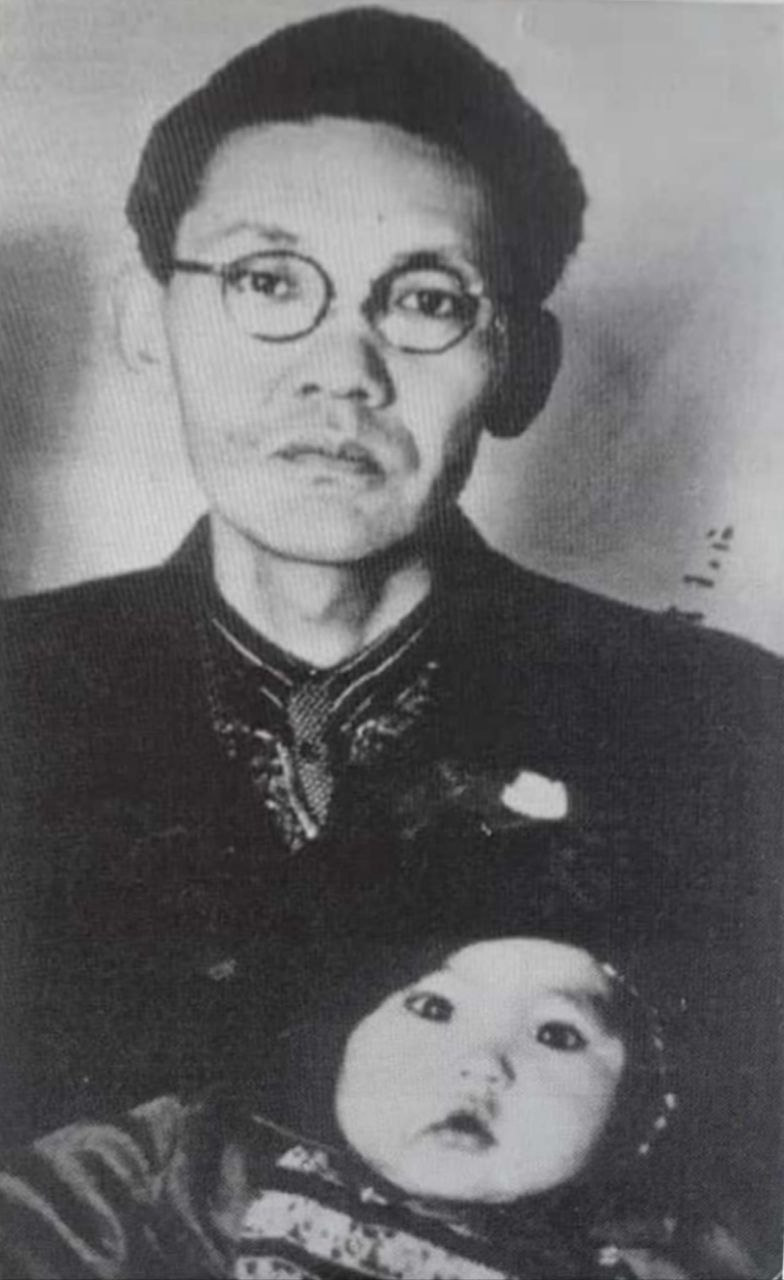
Сатар Алманбетов после освобождения, 1950-е годы

Возможно Алманбетов был также автором текста присяги туркестанских легионеров, которую они произносили на родном и немецком языках: 
Перед лицом Бога я клянусь этой святой клятвой, что я в борьбе против большевистского врага моей родины буду беспрекословно верен Верховному главнокомандующему германского вермахта Адольфу Гитлеру и, как храбрый солдат, буду готов в любое время пожертвовать своей жизнью ради этой клятвы.
По некоторым сведениям, в конце июля 1944 года Алманбетов дезертировал и находясь во Франции, перешёл на сторону западных союзников по антигитлеровской коалиции. 15 апреля 1945 года Сатар Алманбетов из Марселя был переправлен в Одесский спецлагерь, откуда уже был затребован и передан органам Смерша 18 мая 1945 года.

### Послевоенная деятельность
После войны Сатар Алманбетов на несколько лет был сослан в Сибирь. В 1955 году был освобождён по амнистии, работал корректором в газете «Советтик Кыргызстан». В конце 50-х годов он будто бы умер от туберкулеза. Неизвестно, был ли Алманбетов реабилитирован. Не исключено, что он являлся агентом советской разведки. Во всяком случае, вернулся он в СССР добровольно и на Западе остаться не пытался.